# Motore asincrono

Animazione di un motore asincrono con rotore a gabbia di scoiattolo.

Il motore asincrono è un motore elettrico in corrente alternata in cui la velocità angolare del rotore è inferiore alla velocità di rotazione del campo magnetico indotto dagli avvolgimenti dello statore, da cui l'asincronismo (al contrario del motore sincrono, in cui la velocità del rotore è diretta funzione della frequenza di generazione del campo statorico).
Il motore asincrono è detto anche motore a induzione in virtù del suo principio di funzionamento descritto di seguito.
Quando, a causa di una forza esterna, il rotore ha una velocità superiore al campo rotante dello statore, il motore asincrono può essere utilizzato come generatore asincrono con o senza l'utilizzo di condensatori a seconda che venga collegato alla rete o no.
È utilizzato per piccole potenze, in occorrenze nelle quali si preferisce la facilità d'impiego rispetto al motore sincrono che richiede l'uso di inverter (o di un sistema di eccitazione del campo rotorico) anche a discapito del rendimento.
Tuttavia il rendimento è in funzione della potenza massima e diminuisce all'aumentare del numero di poli, generalmente per i motori trifase va da 0,67 fino a 0,97 per i motori più grandi.

## Storia
Uno dei primi studiosi a realizzare un motore elettrico sfruttando il campo magnetico rotante fu Galileo Ferraris nel 1885, anche se il sistema era bifase, ma chi brevettò il sistema trifase per un uso pratico a livello industriale fu Nikola Tesla nel 1888. Le intuizioni di Tesla furono poi sfruttate da George Westinghouse, il quale nel 1889 fondò la Westinghouse Electric Corporation, azienda che farà della produzione di motori asincroni trifase una delle sue attività principali. Un altro studioso che arrivò al motore trifase nello stesso periodo fu il tedesco Friedrich August Haselwander nel 1887, ma la sua invenzione fu ostacolata dall'autorità postale.

## La struttura
Il motore si compone di una parte fissa detta statore e una parte mobile detta rotore. Lo statore è formato da un pacco di lamierini aventi la forma di corona circolare. Le scanalature interne al pacco di lamierini statorici accolgono i conduttori (filo di rame smaltato) dell'avvolgimento statorico, che può essere trifase oppure bifase (a seconda del tipo di corrente alternata di alimentazione). Il rotore è situato all'interno dello statore ed è costituito da un pacco di lamierini aventi la forma di corona circolare. Esso presenta un foro interno per il passaggio dell'albero di rotazione, e scanalature esterne (cave rotoriche) per accogliere l'avvolgimento rotorico. Quest'ultimo può essere di due tipi: 
- rotore avvolto (detto anche ad anelli);
- rotore a gabbia di scoiattolo (detto anche in cortocircuito).

Tra statore e rotore è lasciato un piccolo spazio detto traferro, per consentire la libera rotazione del rotore. Questo sottile spessore d'aria (che funge da dielettrico) è di qualche decimo di millimetro o comunque quanto più piccolo consentito dalle tolleranze meccaniche. Gli avvolgimenti statorici sono in genere inglobati in resine, che garantiscono anche un'ottima protezione dall'acqua e dagli agenti atmosferici. 
Lo statore contiene in genere un numero pari di avvolgimenti in quanto, normalmente, ce ne sono due per ciascuna fase di alimentazione. Un motore a tre fasi, o trifase, avrà quindi come minimo sei avvolgimenti, cioè una coppia di poli per ogni fase, mentre un motore a due fasi avrà tipicamente quattro avvolgimenti. I due avvolgimenti di ciascuna coppia polare sono collegati in serie e disposti fisicamente l'uno di fronte all'altro.
Nel caso del motore trifase a sei avvolgimenti le coppie polari presentano uno sfasamento di 120° fisici ed elettrici; invece, nel motore bifase le due coppie polari hanno uno sfasamento di 90° fisici ed elettrici.

## Principio di funzionamento

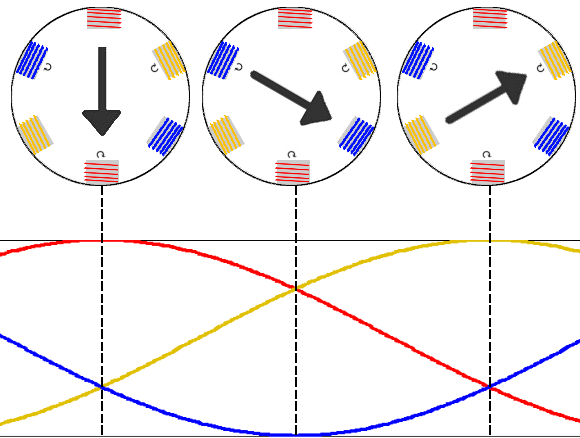
Il campo magnetico rotante generato in un motore asincrono trifase

L'avvolgimento statorico è alimentato con una corrente alternata; grazie alla disposizione delle coppie polari, sfasate tra loro, la corrente genera un campo magnetico complessivo che ruota nello spazio con la stessa frequenza della corrente di alimentazione (campo magnetico rotante), chiamato campo di statore. L'avvolgimento del rotore (dotato di un certo numero di fasi, di norma chiuse in corto circuito), è immerso in questo campo magnetico rotante. Dato che il rotore gira più lentamente del campo di statore (vedi scorrimento),  il flusso magnetico sotteso dall'avvolgimento di rotore varia; di conseguenza, il campo magnetico rotante induce delle correnti nel rotore per induzione magnetica (legge di Faraday). Queste correnti indotte, a loro volta, generano un campo magnetico rotorico, che si oppone alle variazioni di flusso; esso interagisce con il campo statorico, generando una coppia sull'avvolgimento rotorico che fa ruotare il rotore. Infatti, in accordo alla legge di Lenz, il campo magnetico indotto nel rotore ha sempre verso opposto rispetto a quello statorico.

Scorrimento: si noti la diversa velocità di rotazione tra il campo magnetico statorico (linee di campo nere) e il rotore.

La rotazione del campo magnetico di statore avviene ad una velocità fissa ns detta velocità di sincronismo e legata alla frequenza di alimentazione f (50 Hz, ovvero 50 giri al secondo, nel caso di corrente di rete in Europa e con motore con numero minimo di coppie polari).

Curva di coppia di 4 differenti motori elettrici asincroni:
A) Motore monofase
B) Motore polifasico a singola gabbia di scoiattolo
C) Motore polifasico a singola gabbia di scoiattolo a barre profonde
D) Motore polifasico a doppia gabbia di scoiattolo

Le correnti indotte nel rotore produrranno a loro volta un campo magnetico che ruota a velocità ns − nr rispetto al rotore, il quale ruota a velocità nr rispetto allo statore; il risultato è che il campo di rotore ruota alla velocità ns rispetto allo statore ed è dunque sincrono con il campo di statore.
Tale condizione di sincronismo tra le due onde di campo magnetico assicura che il motore produca una coppia costante. La situazione in cui ns=nr, cioè velocità di rotore uguale a quella di sincronismo, è una condizione limite in cui non vi sono forze elettromotrici (e quindi correnti indotte) e dunque la coppia motrice è zero. Diversamente, la mutua interazione attraverso i relativi campi magnetici tra le correnti di rotore e quelle di statore produce una coppia risultante netta. Quindi, la velocità di rotazione del rotore nr sarà sempre leggermente minore di quella di sincronismo; la differenza è proporzionale alla coppia resistente del motore in rotazione.
Il legame tra velocità di sincronismo ns, frequenza f di alimentazione e il numero p di poli (oppure pc di coppie polari per fase) è espresso dalla relazione:
{\displaystyle n_{s}=\,{\frac {120f}{p}}=\,{\frac {60f}{p_{c}}}}
Dove ns è espressa in rpm (rotazioni per minuto) ed f è espressa in Hertz.
Per esempio, nel caso più semplice, un motore a tre fasi con una coppia di poli per fase, alimentato a 50 Hz ha una velocità angolare di sincronismo di 3000 giri al minuto. Nel caso invece di 2 coppie per fase (pc=2) il motore avrà una velocità angolare di 1500 giri al minuto.
La velocità del rotore in condizioni nominali è sempre minore di un 3-6%; è il fenomeno dello scorrimento (slip) che consente la produzione della coppia. Dalla formula che definisce lo scorrimento è possibile esprimere la velocità di rotazione effettiva del rotore (nr ):
{\displaystyle s={\frac {n_{s}-n_{r}}{n_{s}}}}
dove s è lo scorrimento, ns è la velocità di sincronismo e nr è la velocità reale alla quale ruota il rotore.
Il valore effettivo dello scorrimento dipende dal carico effettivo sul rotore. Il carico non è mai nullo perché sono sempre presenti i fenomeni di attrito tra le parti mobili e con l'aria che impediscono al motore di ruotare alla velocità di sincronismo, vincendo questa coppia meccanica.
Questi motori sono frequentemente alimentati per mezzo di inverter elettronici che possono controllare la velocità di rotazione del motore, variando in modo coordinato la frequenza e la tensione di alimentazione. L'uso di inverter permette di azionare il motore anche a partire da una corrente continua, come avviene nella trazione ferroviaria.
Gli avvolgimenti statorici trifase possono essere collegati a stella oppure a triangolo, permettendo di alimentare lo stesso motore con tensioni trifase di 400 e 230 V. In alcuni grossi motori si preferisce avviare a stella e poi commutare a triangolo, al fine di limitare le correnti di spunto, quando non sono utilizzati gli inverter.
Esistono motori asincroni di potenza usualmente inferiore a 3 kW alimentati anche con tensioni monofase. Tali motori possono essere dotati di ordinari avvolgimenti a due fasi, dove per alimentare la seconda fase si usa un condensatore che fornisce una corrente in anticipo rispetto alla fase di linea; 
un tipico esempio è costituito dai motori utilizzati per far girare le pale dei ventilatori domestici o degli asciugacapelli. Per potenze piccolissime si usano i motori in cui la seconda fase è un circuito spazialmente asimmetrico chiuso in corto circuito (motori a "polo shuntato").
I motori asincroni operano normalmente con gli avvolgimenti di rotore chiusi in corto circuito ma il rotore può essere eseguito in costruzioni differenti.

## Rotore a gabbia di scoiattolo
Per quanto riguarda la struttura dei circuiti indotti, il tipo più semplice e robusto di rotore si realizza infilando nei canali altrettante barre di rame o di alluminio pressofuso, ciascuna delle quali riempie completamente un canale. Le testate delle sbarre che sporgono dal pacco lamellare vengono direttamente collegate fra loro, da una parte e dall'altra, mediante un grosso anello di rame. Il rotore così costruito prende la forma e viene indicato coi nomi di rotore a gabbia di scoiattolo o rotore in corto circuito.
Questi motori devono il loro nome alla somiglianza del rotore alle gabbie usate generalmente da scoiattoli per correre.
Questi motori sono largamente utilizzati nell'industria in quanto affidabili ed economici.

### Accorgimenti
Per aumentare la coppia all'avviamento dei motori a gabbia di scoiattolo di grande potenza (non avendo il rotore accessibile come in quelli di tipo avvolto) è possibile utilizzare gabbie differenti:
- a coppa, viene utilizzato meno materiale di supporto per la gabbia di scoiattolo, quest'applicazione serve per ridurre i pesi, ma diminuisce anche la resistenza meccanica e la sua rigidezza.
- rotore a doppia gabbia, viene utilizzata una seconda gabbia (collegata in parallelo alla prima), concentrica a quella più esterna e a seconda di come sono progettate queste barre delle due gabbie, si ha un motore più o meno capace di sopportare l'avvio continuo e ripetitivo di carichi elevati, questa tecnologia si distingue anche per il passaggio non sempre lineare dai bassi agli alti regimi (cambiamento del rumore).
- rotore a gabbia profonda, la gabbia di scoiattolo, viene costruita utilizzando delle barre profonde e questo sistema permette d'avere un passaggio fluido dai bassi agli alti regimi.

## Rotore avvolto
Questo tipo di motore è costituito da un pacco di corone circolari di lamiere magnetiche scanalato come lo statore. L'avvolgimento viene costruito in maniera identica a quello di statore e i suoi terminali fanno capo a tre anelli coassiali con il rotore. Su questi anelli strisciano delle spazzole fisse collegate ai morsetti rotorici.
Storicamente i morsetti rotorici venivano collegati ad un reostato. Variando la resistenza elettrica del reostato si poteva aumentare la resistenza dei circuiti rotorici spostando la coppia massima verso lo scorrimento unitario (s = 1 ⇒ rotore fermo), in modo da disporre in fase di avvio del motore della coppia di spunto massima disponibile, inoltre permette di ridurre le correnti assorbite allo spunto. Questo metodo serve ad avviare motori di medie dimensioni (10-300 kW). Dopo la partenza del motore le resistenze reostatiche vanno staccate dopo aver opportunamente cortocircuitato i circuiti rotorici. In particolare, se le resistenze reostatiche vengono collegate ai circuiti rotorici la curva di coppia si modifica perché la coppia massima si sposta verso lo scorrimento unitario e quindi si ottiene un punto di lavoro a velocità inferiore (uso delle resistenze reostatiche per regolare la velocità).
Attualmente i motori asincroni a rotore avvolto sono applicati convenientemente, insieme ad inverter, in unità motrici o generatrici a velocità variabile in cui l'intervallo di variazione della velocità è piccolo. Il caso più tipico e diffuso è quello dei generatori eolici.

## Regolazione di velocità e/o coppia[6][7]
Bisogna evidenziare come la coppia generate dal motori è legata allo scorrimento (riferito alla differenza di rotazione del campo statorico e del campo rotorico indotto), dove il rotore ruota meno velocemente rispetto al campo statorico e modificando determinati parametri di funzionamento che vanno ad influire sullo scorrimento si hanno punti di lavoro a regime differenti (dove il motore non riesce a vincere le resistenze date dalla rotazione del motore).
Il valore dello scorrimento è dato della rotazioni del campi magnetiche statore - rotazione del rotore, il tutto fratto rotazione del campo magnetico statore, tale valore è utile per determinare la fase di funzionamento della macchina elettrica, dove con valori positivi tra 0 e 1 funziona da motore, con valori inferiori a 0 funziona da generatore, con valori maggiori di 1 funziona da freno.
Per regolare la velocità e la coppia è quindi possibile tramite la regolazione di:

### Variazione della resistenza rotorica
Con la variazione della resistenza elettrica della gabbia di scoiattolo presente nel rotore non si hanno variazioni di velocità del sincronismo e quindi del motore elettrico, ma va a modificare la velocità di scorrimento, andando a modificare la curva di coppia, all'aumento della resistenza si ha uno spostando dal valore massimo a regimi inferiori, ma senza modificare il valore di coppia massima, inoltre questo spostamento induce a una riduzione del regime di lavoro.
Questa resistenza può essere fissa o variabile, inoltre dato che il campo rotorico modifica la sua posizione nel rotore, quest'ultimo può essere dotato di più gabbie di scoiattolo o gabbie modificate (barre profonde), in modo da differenziare il valore resistente in base alle condizioni operative e alle caratteristiche meccaniche desiderate.
Nel caso di sistemi che permettono la variazione della resistenza elettrica è possibile gestire in modo limitato la velocità di rotazione, in quanto modificando la distribuzione della coppia motrice si ha una variazione del regime in base alla resistenza che il motore deve vincere e che dovrebbe rimanere nella zona stabile della curva di coppia motrice (oltre il regime di coppia massima).

### Variazione della tensione di alimentazione
Andando a ridurre la tensione di funzionamento (rispetto ai valori nominali) non si hanno variazioni di velocità del sincronismo e quindi del motore elettrico, ma si hanno riduzione dei consumi elettrici e della coppia meccanica generata, permettendo una facile gestione delle caratteristiche meccaniche dal motore.

In questo caso la gestione del regime di funzionamento si ha tramite il mantenimento di un equilibrio tra il carico motore e la zona instabile della coppia motrice fornita dal motore (prima del regime di coppia massima), il che rende il comportamento molto simile ai motori termici presenti nei mezzi di trasporto.

Per migliorare la gestione del motore è possibile utilizzare una variante dello stesso munito di gabbie di scoiattolo a barre profonde o doppia gabbia di scoiattolo, per avere una curva di coppia più piatta.

### Variazione della tensione di alimentazione e della resistenza rotorica
I due sistemi precedenti possono essere combinati assieme, permettendo una facile gestione delle caratteristiche meccaniche dal motore (valori di coppia massima), dando la possibilità di spostare tale valore a regimi inferiori al ridurre del regime di rotazione.

Questo permette di variare il regime di lavoro mantenendosi nella zona stabile di coppia motrice, riducendo al minimo la variazione del regime al variare del carico, permettendo di fatto la riduzione del numero di interventi sulle regolazioni del motore.

### Motori a doppia velocità
Si trattano di motori che hanno intrinsecamente una struttura fissa in grado di offrire più velocità operative, selezionabili tramite la commutazioni dei collegamenti.
Questi motori a doppia velocità si possono differenziare tra loro per le caratteristiche di coppia e potenza:
- Coppia costante, non si hanno fluttuazioni della coppia fornita al cambio di velocità, di conseguenza la potenza cambierà in modo inversamente proporzionale al variare del numero di poli
- Coppia variabile, si ha un aumento della coppia all'aumentare della velocità e quindi al diminuire del numero dei poli
- Potenza costante, non si hanno fluttuazioni della potenza fornita al cambio di velocità, di conseguenza la coppia cambierà in modo direttamente proporzionale al variare del numero di poli

#### Doppio avvolgimento
Si tratta di un motore con rotore a gabbia di scoiattolo, che ha due differenti avvolgimenti presenti nello statore, con numero di poli differenti tra loro, come ad esempio 2/4, 2/6, 4/6, 2/8, permettendo una grande varietà di combinazioni di velocità tra le due modalità di funzionamento.

#### Variazione del numero di poli

Esempio di tipico collegamento per il motore Dahlander, bassa velocità (triangolo) e alta velocità (doppia stella)

Si tratta di un motore con rotore a gabbia di scoiattolo, che ha una variante sull'avvolgimento statorico, denominato "Dahlander", che è dotato di opportuni commutatori, che permettono lo scambio di pochi collegamenti elettrici (localizzati nello spazio della morsettiera delle bobine), permettendo il raddoppio del numero di poli tramite un unico avvolgimento.
Questo tipo di collegamento permette il dimezzamento della velocità mantenendo la coppia costante.
Il collegamento tipico prevede il passaggio dalla configurazione triangolo (Δ) a doppia stella (YY)

### Variazione della frequenza di alimentazione
Riducendo la frequenza di alimentazione (l'aumento della frequenza rispetto al valore nominale è possibile in modo limitato in base alla tecnologia strutturale dello statore motore per via delle correnti parassite) senza modificare la tensione elettrica di alimentazione, si va a modificare la velocità nominale del motore, comprimendo la curva di coppia in un numero di giri minore (in modo direttamente proporzionale rispetto alla riduzione della frequenza di alimentazione).
L'inconveniente di questa gestione è il conseguente aumento della coppia massima (che se non prevista può creare problemi di affidabilità meccanica), che viene causato dal maggiore flusso elettrico, di conseguenza si avrà un elevato assorbimento di corrente elettrica e di conseguenza un aumento delle perdite di ferro (riscaldamento).

Per risolvere i problemi di questo sistema viene inserito anche un controllo sulla tensione di tensione (vedere capitolo successivo).
Inoltre tale approccio presenta una limitazione sulla dinamica in quanto tollera una variabilità lenta.

### Controllo Volt/Hertz
In base al regime da gestire in relazione al regime nominale si ha una gestione differenziata.
A regimi inferiori rispetto al nominale
Oltre alla riduzione della frequenza di alimentazione, si ha una riduzione della tensione di alimentazione, in modo da mantenere un flusso e l'assorbimento di corrente elettrica costante, mantenendo il valore di coppia massima costante.
A regimi superiori rispetto al nominale
In questo caso la tensione elettrica rimane quella nominale per evitare problemi a carico dell'isolante elettrico degli avvolgimenti, che altrimenti non reggerebbe, portando a cortocircuiti negli avvolgimento del motore, compromettendone il funzionamento e l'integrità.
Di conseguenza è possibile aumentare la frequenza (l'aumento della frequenza rispetto al valore nominale è possibile in modo limitato in base alla tecnologia strutturale dello statore motore per via delle correnti parassite) senza il compenso della tensione, il che porta ad una riduzione della coppia massima.
Inoltre tale approccio presenta una limitazione sulla dinamica in quanto tollera una variabilità lenta.

### Controllo Vettoriale
Si tratta di un sistema che permette di superare i limiti sulla dinamica dei sistemi basati sul controllo in frequenza, con soluzioni del tipo:
Corrente impressa
Sistema vettoriale più semplice, che si basa sulla pulsazione di scorrimento e agisce tramite il controllo in corrente
Controllo ad orientamento di campo
Consente il controllo separato della coppia motrice ed il modulo di flusso concatenato con gli avvolgimenti del rotore
Controllo diretto di coppia (Direct Torque Control "DTC")
Autocontrollo diretto (Direct Self Control "DSC")